# Qualificazioni al campionato mondiale di calcio 2014 - CONCACAF - Seconda fase, gruppo B

## Classifica
| Squadra           | PT | G | V | N | P | F  | S  | DR  |
| ----------------- | -- | - | - | - | - | -- | -- | --- |
| Guyana            | 13 | 6 | 4 | 1 | 1 | 9  | 5  | +4  |
| Trinidad e Tobago | 12 | 6 | 4 | 0 | 2 | 11 | 4  | +7  |
| Bermuda           | 10 | 6 | 3 | 1 | 2 | 8  | 7  | +1  |
| Barbados          | 0  | 6 | 0 | 0 | 6 | 2  | 14 | -12 |

## Risultati
| Arbitro: | Jafeth Perea |

|           |           |  |
| Jones 45’ | Marcatori |  |

| Arbitro: | Canaan St. Catherine |

|                         |           |  |
| Beveney 26’ Pollard 73’ | Marcatori |  |

| Arbitro: | Elmer Arturo Bonilla |

|  |           |                        |
|  | Marcatori | 17’ Daniel 67’ Roberts |

| Arbitro: | Mark Geiger |

|                |           |           |
| Mills 50’, 60’ | Marcatori | 90’ Smith |

| Arbitro: | Jeffrey Solis |

|                       |           |            |
| Russell 53’ Wells 63’ | Marcatori | 81’ Molino |

| Arbitro: | Alain Georges |

|  |           |                      |
|  | Marcatori | 73’ Abrams 87’ Nurse |

| Arbitro: | Raymond Bogle |

|                                 |           |  |
| Peltier 7’, 54’, 62’ Hector 90’ | Marcatori |  |

| Arbitro: | Rudolph Angela |

|           |           |            |
| Nusum 71’ | Marcatori | 81’ Shakes |

| Arbitro: | Enrico Wijngaarde |

|                        |           |             |
| Shakes 10’ L. Cort 81’ | Marcatori | 90+2’ Jones |

| Arbitro: | Otto Barrios |

|                             |           |            |
| Smith 27’ (rig.) Steede 49’ | Marcatori | 7’ Adamson |

| Arbitro: | Roberto Moreno Salazar |

|               |           |                            |
| Grosvenor 90’ | Marcatori | 46’ Wells 72’ (rig.) Smith |

| Arbitro: | Marlon Alfonso Mejía |

|                       |           |  |
| Jones 59’ Peltier 69’ | Marcatori |  |